# 国民統一党 (東ティモール)

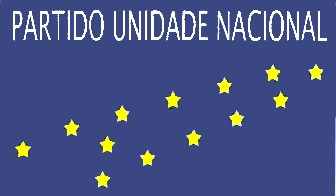
国民統一党の旗

国民統一党（こくみんとういつとう、Partido Unidade Nacional）は、東ティモールのキリスト教民主主義政党。2007年6月30日に行われた国民議会選挙において、4.55%の得票で議会において3議席を獲得した。